# 贺茂保宪
贺茂保宪（日语：／ Kamo no Yasunori，917年—977年3月14日），是日本平安时代的阴阳师和贵族，天文博士贺茂忠行的长子。贺茂保宪撰写了《曆林》和《保宪抄》，对日本历法的发展有着较大的贡献。他曾担任从四位的主計寮，同时代的阴阳师安倍晴明是他的师兄弟。